# سفارة البحرين لدى الكويت
سفارة البحرين لدى الكويت هي البعثة الدبلوماسية لمملكة البحرين لدى دولة الكويت، وتقع بالعاصمة الكويت.